# ريليجولوس
ريليجولوس هو فيلم وثائقي كوميدي أمريكي أنتج العام 2008 من تأليف وبطولة الناشط السياسي الكوميدي بيل ماهر، ومن إخراج لاري تشارلز. واسم الفيلم ريليجولوس هو نحت بين كلمتين إنجليزيتين "religion" دين و"ridiculous" سخيف. والفيلم هو عبارة عن انتقاد ساخر للأديان والمعتقدات الدينية.

## موضوع الفيلم
عرض عدة آراء لمختلف أديان العالم يكتشفها مقدم الفيلم بيل ماهر في رحلته التي شملت العديد من المدن ذات الأهمية الدينية لعدد من الأديان. فقد زار ماهر مدن القدس، الفاتيكان، سولت ليك بالولايات المتحدة.
وقام ماهر أثناء رحلته هذه بإجراء مقابلات مع العديد من أتباع عدة أديان ومعتقدات دينية، فقد أجرى مقابلات مع اليهود المسيانيين، المسيحيين، المسلمين، وأعضاء سابقين في الطائفة المورمونية، وطائفة من اليهود يدعون باليهود الحسديين.
بل وقام وبشكل ساخر بإلقاء مواعظ عن المعتقد الديني العلمولوجيا على الناس في الهايد بارك بلندن.

## مصاعب الإنتاج
واجه طاقم الفيلم وخصوصا بيل مار، صعوبة في إجراء مقابلات مع بعض الأشخاص، وذلك بسبب اسم الفيلم، وخصوصا مع المتدينين منهم. لذلك وبحسب ما ذكر ماهر بنفسه: «لم أخبر الأشخاص الذين كنا ننوي مقابلتهم باسمي أبدًا، بل قمنا بتغيير اسم الفيلم إلى (رحلة روحانية)، وبالرغم من ذلك لم ينجح هذا الأمر كل مرة، ففي سالت لايك سيتي لم يسمح لنا أحد بعمل مشاهد الفيلم هناك».